# Gran Premio degli Stati Uniti d'America 1967
Il Gran Premio degli Stati Uniti 1967 fu una gara di Formula 1, disputatasi il 1º ottobre 1967 sul Circuito di Watkins Glen. Fu la decima prova del mondiale 1967 e vide la vittoria di Jim Clark su Lotus-Ford, seguito da Graham Hill e da Denny Hulme.

## Qualifiche
| Pos | No | Pilota               | Costruttore     | Scuderia                    | Tempo   | Distacco |
| --- | -- | -------------------- | --------------- | --------------------------- | ------- | -------- |
| 1   | 6  | Graham Hill          | Lotus-Ford      | Team Lotus                  | 1:05.48 | -        |
| 2   | 5  | Jim Clark            | Lotus-Ford      | Team Lotus                  | 1:06.07 | +0.59    |
| 3   | 11 | Dan Gurney           | Eagle-Weslake   | Anglo American Racers       | 1:06.64 | +1.16    |
| 4   | 9  | Chris Amon           | Ferrari         | Scuderia Ferrari SpA SEFAC  | 1:06.65 | +1.17    |
| 5   | 1  | Jack Brabham         | Brabham-Repco   | Brabham Racing Organisation | 1:06.73 | +1.25    |
| 6   | 2  | Denny Hulme          | Brabham-Repco   | Brabham Racing Organisation | 1:07.45 | +1.97    |
| 7   | 18 | Moisés Solana        | Lotus-Ford      | Team Lotus                  | 1:07.88 | +2.40    |
| 8   | 4  | Jochen Rindt         | Cooper-Maserati | Cooper Car Company          | 1:07.99 | +2.51    |
| 9   | 14 | Bruce McLaren        | McLaren-BRM     | Bruce McLaren Motor Racing  | 1:08.05 | +2.57    |
| 10  | 7  | Jackie Stewart       | BRM             | Owen Racing Organisation    | 1:08.09 | +2.61    |
| 11  | 3  | John Surtees         | Honda           | Honda Racing                | 1:08.13 | +2.65    |
| 12  | 15 | Jo Siffert           | Cooper-Maserati | Jack Durlacher Racing Team  | 1:08.25 | +2.77    |
| 13  | 8  | Mike Spence          | BRM             | Owen Racing Organisation    | 1:09.01 | +3.53    |
| 14  | 17 | Chris Irwin          | BRM             | Reg Parnell Racing          | 1:09.64 | +4.16    |
| 15  | 16 | Jo Bonnier           | Cooper-Maserati | Joakim Bonnier Racing Team  | 1:09.78 | +4.30    |
| 16  | 21 | Jacky Ickx           | Cooper-Maserati | Cooper Car Company          | 1:09.94 | +4.46    |
| 17  | 19 | Guy Ligier           | Brabham-Repco   | Privato                     | 1:11.32 | +5.84    |
| 18  | 22 | Jean-Pierre Beltoise | Matra-Ford      | Matra Sports                | 1:12.05 | +6.57    |

## Gara
| Pos | No | Pilota               | Costruttore     | Giri | Tempo/Ritiro     | Griglia | Punti |
| --- | -- | -------------------- | --------------- | ---- | ---------------- | ------- | ----- |
| 1   | 5  | Jim Clark            | Lotus-Ford      | 108  | 2:03:13.2        | 2       | 9     |
| 2   | 6  | Graham Hill          | Lotus-Ford      | 108  | + 6.3            | 1       | 6     |
| 3   | 2  | Denny Hulme          | Brabham-Repco   | 107  | + 1 giro         | 6       | 4     |
| 4   | 15 | Jo Siffert           | Cooper-Maserati | 106  | + 2 giri         | 12      | 3     |
| 5   | 1  | Jack Brabham         | Brabham-Repco   | 104  | + 4 giri         | 5       | 2     |
| 6   | 16 | Jo Bonnier           | Cooper-Maserati | 101  | + 7 giri         | 15      | 1     |
| 7   | 22 | Jean-Pierre Beltoise | Matra-Ford      | 101  | + 7 giri         | 18      |       |
| Rit | 3  | John Surtees         | Honda           | 96   | Alternatore      | 11      |       |
| Rit | 9  | Chris Amon           | Ferrari         | 95   | Motore           | 4       |       |
| Rit | 7  | Jackie Stewart       | BRM             | 72   | Iniezione        | 10      |       |
| Rit | 21 | Jacky Ickx           | Cooper-Maserati | 45   | Surriscaldamento | 16      |       |
| Rit | 19 | Guy Ligier           | Brabham-Repco   | 43   | Motore           | 17      |       |
| Rit | 17 | Chris Irwin          | BRM             | 41   | Motore           | 14      |       |
| Rit | 8  | Mike Spence          | BRM             | 35   | Motore           | 13      |       |
| Rit | 4  | Jochen Rindt         | Cooper-Maserati | 33   | Motore           | 8       |       |
| Rit | 11 | Dan Gurney           | Eagle-Weslake   | 24   | Sospensione      | 3       |       |
| Rit | 14 | Bruce McLaren        | McLaren-BRM     | 16   | Perdita acqua    | 9       |       |
| Rit | 18 | Moisés Solana        | Lotus-Ford      | 7    | Accensione       | 7       |       |

## Statistiche

### Piloti
- 23ª vittoria per Jim Clark
- 30° podio per Jim Clark
- 10º e ultimo giro più veloce per Graham Hill

### Costruttori
- 28° vittoria per la Lotus

### Motori
- 3ª vittoria per il motore Ford Cosworth

### Giri al comando
- Graham Hill (1-40)
- Jim Clark (41-108)

## Classifiche Mondiali

### Piloti
| Pos | Pilota              | Punti |
| --- | ------------------- | ----- |
| 1   | Denny Hulme         | 47    |
| 2   | Jack Brabham        | 42    |
| 3   | Jim Clark           | 32    |
| 4   | Chris Amon          | 20    |
| 5   | John Surtees        | 17    |
| 6   | Graham Hill         | 15    |
| 7   | Pedro Rodríguez     | 14    |
| 8   | Dan Gurney          | 13    |
| 9   | Jackie Stewart      | 10    |
| 10  | Mike Spence         | 7     |
| 11  | John Love           | 6     |
|     | Jo Siffert          | 6     |
|     | Jochen Rindt        | 6     |
| 14  | Bruce McLaren       | 3     |
|     | Jo Bonnier          | 3     |
| 16  | Bob Anderson        | 2     |
|     | Mike Parkes         | 2     |
|     | Chris Irwin         | 2     |
| 19  | Ludovico Scarfiotti | 1     |
|     | Jacky Ickx          | 1     |
|     | Guy Ligier          | 1     |

### Costruttori
| Pos | Costruttore     | Punti |
| --- | --------------- | ----- |
| 1   | Brabham-Repco   | 61    |
| 2   | Lotus-Ford      | 35    |
| 3   | Cooper-Maserati | 27    |
| 4   | Ferrari         | 20    |
| 5   | Honda           | 17    |
| 6   | BRM             | 15    |
| 7   | Eagle-Weslake   | 13    |
| 8   | Cooper-Climax   | 6     |
|     | Lotus-BRM       | 6     |
| 10  | McLaren-BRM     | 3     |
| 11  | Brabham-Climax  | 2     |